# Dieter Krebs (Mediziner)
Dieter Krebs (* 7. Mai 1933 in Lüchow; † 25. Februar 2011 in Bonn) war ein deutscher Gynäkologe und Geburtshelfer.

## Leben
Krebs studierte Medizin an den Universitäten Göttingen und Hamburg. Im Jahre 1958 wurde er mit einer Arbeit zur Virämie bei Mumps promoviert. Nach dem Studium arbeitete er zunächst von 1959 bis 1961 im Institut für Mikrobiologie und Serologie im Krankenhaus Altona in Hamburg. Danach wechselte er an die Frauenklinik im Universitätsklinikum Hamburg-Eppendorf, wo er zwischen 1961 und 1966 seine Facharztausbildung erhielt. Noch im gleichen Jahr wurde er Oberarzt der Klinik. 1968 habilitierte sich Krebs mit einer Schrift über Tumorantigene beim Ovarialkarzinom und wurde 1974 zum außerplanmäßigen Professor ernannt. 1978 folgte er einem Ruf an die Universität zu Lübeck und wurde zum Direktor der Universitätsfrauenklinik ernannt. 1984 wechselte er in gleicher Eigenschaft an die Rheinische Friedrich-Wilhelms-Universität Bonn. Von 1988 bis 1994 war Krebs Ärztlicher Direktor der Medizinischen Einrichtungen Bonn. Er leitete die Universitätsfrauenklinik bis zu seiner Emeritierung im Februar 1999.
Der Schwerpunkt der wissenschaftlichen Arbeit von Dieter Krebs lag auf der Reproduktionsmedizin und der Immuntherapie von Tumoren. Von 1986 bis 1989 arbeitete er als Mitglied der Benda-Kommission an der Vorbereitung des Embryonenschutzgesetzes mit. Er war Gründer der Deutschen Sektion der Iamaneh (International Association for Maternal and Neonatal Health) und Vorsitzender der Gesellschaft für Biomedizinische Forschung sowie 1998 Beiratsmitglied des Instituts für Wissenschaft und Ethik. Krebs war von 1990 bis 1992 Präsident der Deutschen Gesellschaft für Gynäkologie und Geburtshilfe (DGGG) und organisierte deren Kongress 1992 in Berlin. Die Niederrheinisch-Westfälische Gesellschaft für Gynäkologie und Geburtshilfe, deren Vorsitzender er 1987 und 1997 war, die Nordwestdeutsche Gesellschaft für Gynäkologie und Geburtshilfe (NGGG), die Deutsche Gesellschaft für Reproduktionsmedizin und die European Society of Human Reproduction and Embryology (ESHRE) ernannten ihn zum Ehrenmitglied. 2004 wurde ihm die Carl-Kaufmann-Medaille der DGGG verliehen.
Dieter Krebs verstarb im Februar 2011 im Alter von 77 Jahren. Er war verheiratet und hatte drei Kinder.

## Schriften
- Dieter Krebs: Experimentelle Untersuchungen zum Problem der Virämie bei Mumps. Dissertation, Universität Hamburg 1958
- Dieter Krebs: Praktikum der extrakorporalen Befruchtung. Urban und Schwarzenberg, Berlin 1984
- Dieter Krebs: Reproduktion, Störungen in der Frühgravidität. In: Karl Heinrich Wulf, Heinrich Schmidt-Matthiesen: Klinik der Frauenheilkunde und Geburtshilfe Band 3, Urban und Fischer, Berlin 1985, ISBN 3-541-15030-0
- Dieter Krebs: Endokrinologie und Reproduktionsmedizin. In: Karl Heinrich Wulf, Heinrich Schmidt-Matthiesen: Klinik der Frauenheilkunde und Geburtshilfe Band 3, Urban und Fischer, Berlin 1994, ISBN 3-541-15033-5
- Dieter Krebs, Klaus Diedrich: Aktuelle Reproduktionsmedizin: Gegenwart und Zukunft bei der IVF und ICSI. Thieme-Verlag, Stuttgart 1999, ISBN 3-13-105091-8